# 山鵎鵼屬
是鴷形目鵎鵼科下的一個屬。本屬物種分佈於南美洲地區，目前下屬4個物種。

## 命名歷史
本屬為英國鳥類學家约翰·古尔德於1851年建立。其模式種後續在1855年由英國鳥類學家喬治·羅伯特·格雷指定為灰胸山巨嘴鸟。其屬名來自中世紀拉丁語的（即安地斯山脈）及古希臘語的（指社會群體、種族、種類）組合而成。

## 下屬物種
本屬包含以下物種：
- 灰胸山巨嘴鸟 Andigena hypoglauca (Gould, 1833)
- 扁嘴山巨嘴鸟 Andigena laminirostris Gould, 1851
- 冠山巨嘴鸟 Andigena cucullata (Gould, 1846)
- 黑嘴山巨嘴鸟 Andigena nigrirostris (Waterhouse, 1839)

## 外部連結
- 维基共享资源上的相關多媒體資源：山鵎鵼屬
- 維基物種上的相關：山鵎鵼屬